# Capon Chapel
Capon Chapel ( / K eɪ p ən / KAY -pən ), conocida históricamente como Capon Baptist Chapel y Capon Chapel Church, es una iglesia metodista de mediados del siglo XIX situada cerca de la localidad de Capon Bridge, Virginia Occidental, en los Estados Unidos. La capilla es una de las iglesias de tronco ("log churches")  más antiguas del condado de Hampshire, junto con la Iglesia Mount Bethel y la Iglesia Old Pine. 
Ya en 1756 existía una congregación bautista que se reunía en el sitio de la iglesia actual. Se cree que el ministro bautista John Monroe (1750-1824) estableció un lugar de culto en este sitio. Monroe fue enterrado en el cementerio de la iglesia. El terreno en el que se construyó la Capon Chapel originalmente pertenecía a William C. Nixon (1789-1869), miembro de la Cámara de Delegados de Virginia; Más tarde, la propiedad fue transferida a la familia Pugh. La primera mención documentada de una iglesia en el sitio de la Capon Chapel es de marzo de 1852, cuando Joseph Pugh le asignó el terreno a tres fideicomisarios para la construcción de una iglesia y un cementerio. 
Durante los primeros años de Capon Chapel, ninguna denominación protestante fue propietaria u ocupante exclusiva de la iglesia, que probablemente era utilizada  para el culto de diferentes denominaciones cristianas. Hasta finales del siglo XIX o principios del siglo XX Capon Chapel fue utilizada como lugar de culto por la comunidad bautista. En la década de 1890, sin embargo, la capilla empezó a formar parte del circuito Metodista de Capon Bridge, a su vez parte de la Iglesia Episcopal Metodista del Sur. En la actualidad, Capon Chapel sigue siendo una iglesia metodista, parte de la Iglesia Metodista Unida, que ofrece servicios todos los domingos a la 1pm y mantiene una línea directa de devoción diaria. Celebra la comunión el primer domingo de cada mes. 
El cementerio de Capon Chapel está rodeado por una cerca de hierro forjado hecha por Stewart Iron Works. En el cementerio están enterrados John Monroe, William C. Nixon, miembro de la Cámara de Delegados de Virginia Occidental, y el capitán David Pugh (1806-1899) así como veteranos de ambos lados de la guerra civil estadounidense y afroamericanos, tanto  libres como esclavizados. Capon Chapel, junto con su cementerio, fue agregada al Registro Nacional de Lugares Históricos el 12 de diciembre de 2012, en reconocimiento de su contribución a la arquitectura religiosa rural de la región de las Tierras Altas de Potomac y  su servicio como una de las iglesias rurales más importantes del condado de Hampshire. 

## Geografía y ambientación
Capon Chapel y el cementerio asociado están ubicados al este de la Christian Church Road en la ruta 13 de West Virginia, aproximadamente 3, 23 km al sur de Capon Bridge y 1,83 km al noreste de la comunidad no incorporada de Bubbling Spring en el sureste del condado de Hampshire. Capon Chapel esta 272,5 m al este del río Cacapon, del cual la iglesia deriva su nombre. La iglesia y el cementerio están situados en la cima de una colina una altitud de 264,8712 m de altura, en una parcela de tierra cubierta por 3, 700 m² de hierba. Capon Bridge es un área agrícola rural dentro del Valle del Río Cacapon. Dillons Mountain, una cresta de montaña anticlinal boscosa y estrecha, se eleva hacia el oeste del valle del río Cacapon, mientras que las estribaciones boscosas y onduladas de la cresta anticlinal de Timber Ridge se elevan hacia el este del valle.  
Se puede acceder a la iglesia y al cementerio por el norte a través de un camino de grava. Hacia el oeste, un grupo de robles bloquea el acceso por la carretera. El paisajismo de la capilla consiste en buxus en los lados norte y sur, un solo acebo en el lado este y forsitias a lo largo del lado oeste. La propiedad de Capon Chapel consiste en la estructura de la iglesia (c. 1852) y su cementerio asociado, que está encerrado en parte por la valla histórica de hierro forjado y en parte por una valla de alambre. Un asta de la bandera se encuentra en el centro del perímetro oriental del cementerio.

## Historia

### Antecedentes
La tierra en la que se encuentra la capilla originalmente era parte del Northern Neck Proprietary, una concesión de tierra que Carlos II le otorgó en el exilio a siete de sus partidarios durante el Interregno inglés. Cuando Carlos II finalmente asciende al trono inglés durante la Restauración en 1660, renovó la subvención en 1662, la revisó en 1669 y en 1672 renovó la subvención original a favor de los concesionarios originales Thomas Colepeper, segundo barón Colepeper y Henry Bennet, primer conde de Arlington. En 168, Bennet vendió su parte a Lord Colepeper, quien recibió una nueva carta de James II con la concesión de todas las tierras en 1688. Después de la muerte de Lord Colepeper, su esposa Margaret y su hija Katherine, la propiedad de Northern Neck pasó al hijo de Katherine, Thomas Fairfax, sexto Lord Fairfax de Cameron, en 1719.
Bajo la propiedad de Lord Fairfax, el valle del río Cacapon fue predominantemente habitado por colonos de habla inglesa. La mayoría de estos colonos provenían de Pensilvania y Nueva Jersey, muchos de los cuales eran cuáqueros o ex cuáqueros que se sentían atraídos por las denominaciones bautistas y metodistas.

### Afiliación bautista
Los bautistas fueron los primeros en establecer iglesias en el condado de Hampshire. Al terminar Guerra de Independencia de los Estados Unidos, los predicadores bautistas continuaron intentando establecer su culto en lo que ahora es la región oriental de Panhandle. Durante este crecimiento temprano de los bautistas en el condado de Hampshire, los ministros bautistas más conocidos fueron John Monroe (1750-1824) y Benjamin Stone (1743-1842). Monroe predicó en las iglesias de North River, Crooked Run y Patterson's Creek a principios del siglo XIX. Según los historiadores Hu Maxwell y Howard Llewellyn Swisher, que escribieron Historia del condado de Hampshire, Virginia Occidental (1897), Monroe fue ministro de los bautistas primitivos que se adherían a una interpretación estricta de la teología calvinista promovida por la Ketocton Association. Monroe probablemente estableció una iglesia bautista en el sitio donde actualmente se encuentra Capon Chapel y esta enterrado en el cementerio de la iglesia. Sin embargo, otras fuentes afirman que en 1756 ya existía una congregación bautista que se reunía en el sitio de Capon Chapel.

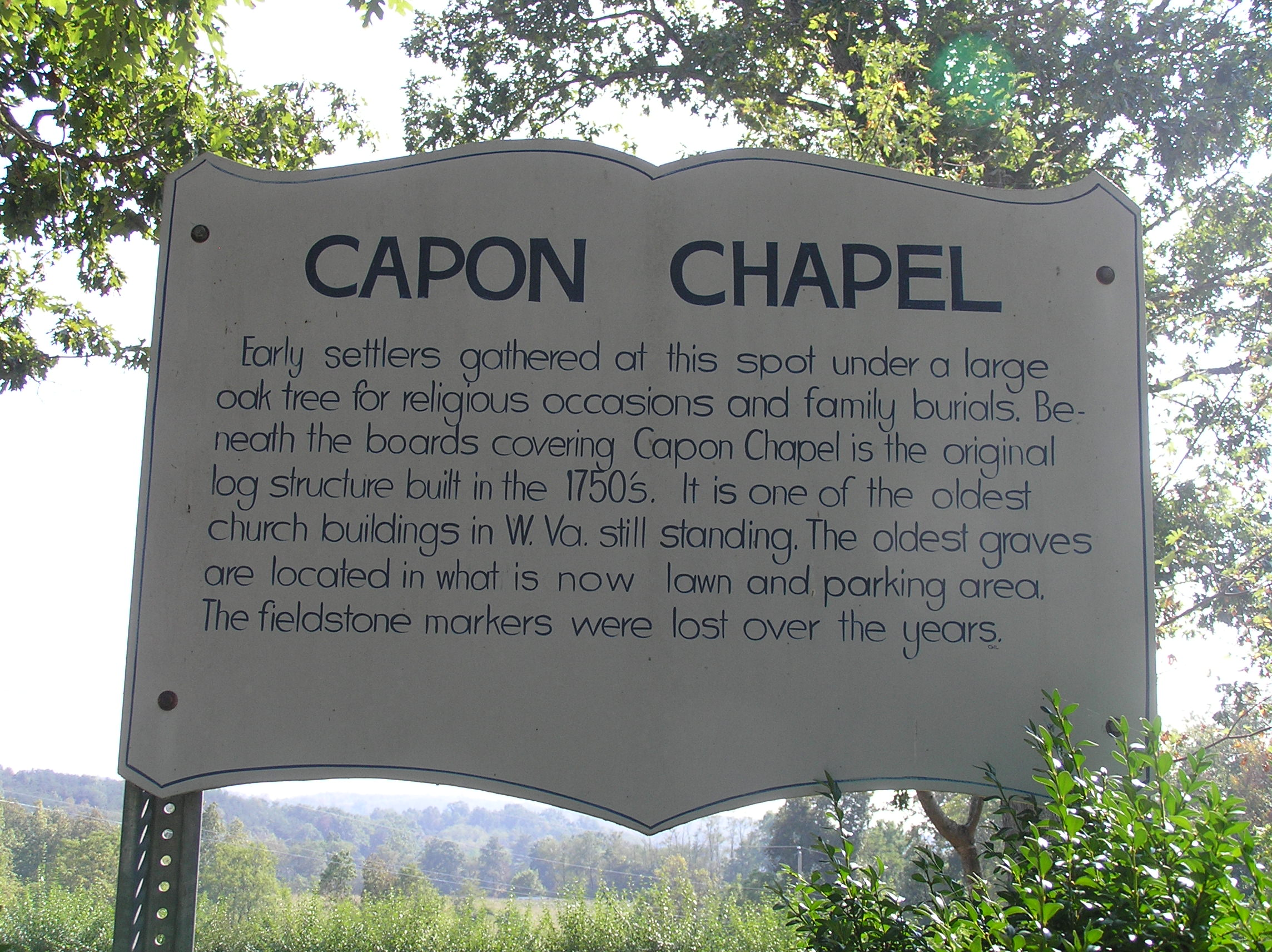
El marcador histórico de madera situado en el lado oeste. Si bien afirma que la construcción se produjo en la década de 1750, la documentación existente respalda una fecha de construcción de alrededor de 1852.

La finalización de la Northwestern Turnpike, que conectaba Parkersburg con Winchester, en la década de 1830 facilitó el crecimiento del asentamiento y la llegada de otras denominaciones religiosas al valle del río Cacapon. Esto permitió que una pequeña comunidad comenzara a desarrollarse cerca del cruce del río Cacapon, 3,23 al norte de la ubicación actual de Capon Chapel. La comunidad más tarde se convertiría en la ciudad de Capon Bridge.
El terreno sobre el cual se  construyó Capon Chapel pertenecía a William C. Nixon (1789-1869), miembro de la Cámara de Delegados de Virginia. La suegra de Nixon, Elizabeth Caudy (1773-1816), fue la primera persona enterrada en el cementerio de la iglesia. Si bien de acuerdo con varias fuentes Capon Chapel se construyó alrededor de la década de 1750, no hay evidencia física o documental que respalde esta afirmación. La primera mención documentada de una iglesia en el sitio de la Capon Chapel fue en marzo de 1852, cuando Joseph Pugh asignó 2.200 m2 a tres administradores: David Pugh, otro David Pugh y Robert Pugh. La familia Pugh, de ascendencia galesa, estuvo entre los primeros pobladores del valle del río Cacapon. Fue una de las familias que vinieron de Gales a través de Pensilvania a fines del siglo XVII.  La escritura de la subvención dijo que los fideicomisarios debía concebir  "un cementerio y una casa para el culto público del Dios Todopoderoso para el uso de todos los cristianos ortodoxos", y especificaron que la tierra solo se usaría para el culto religioso y "para ningún otro propósito". Además, la escritura estipulaba que los herederos de la tierra tenían que ser descendientes de Pugh.  
Durante los primeros años de la iglesia, ninguna denominación protestante fue propietaria u ocupante exclusiva de la capilla, indicando que la iglesia probablemente fue utilizada como una "iglesia de unión" para el culto de cualquier denominación cristiana. Cómo ninguna denominación especifica supervisó la iglesia durante este período temprano, existen pocos registros de sus primeras actividades y construcción. Registros posteriores sugieren que Capon Chapel fue utilizada como lugar de culto por los bautistas hasta finales del siglo XIX o principios del siglo XX. Si bien no está claro por qué o cómo la iglesia se asoció con los bautistas, su uso por la denominación posiblemente se asocie con el Segundo Gran Despertar, un movimiento de avivamiento protestante que ganó impulso en todo Estados Unidos a principios y mediados del siglo XIX. De acuerdo con la edición de diciembre de 1904 de The Baptist Home Mission Monthly, la Iglesia Bautista Little Cacapon contribuyó con un dólar al fondo general de Capon Chapel, demostrando que la comunidad bautista todavía continuaba operando o asociándose con la iglesia.

### Afiliación metodista

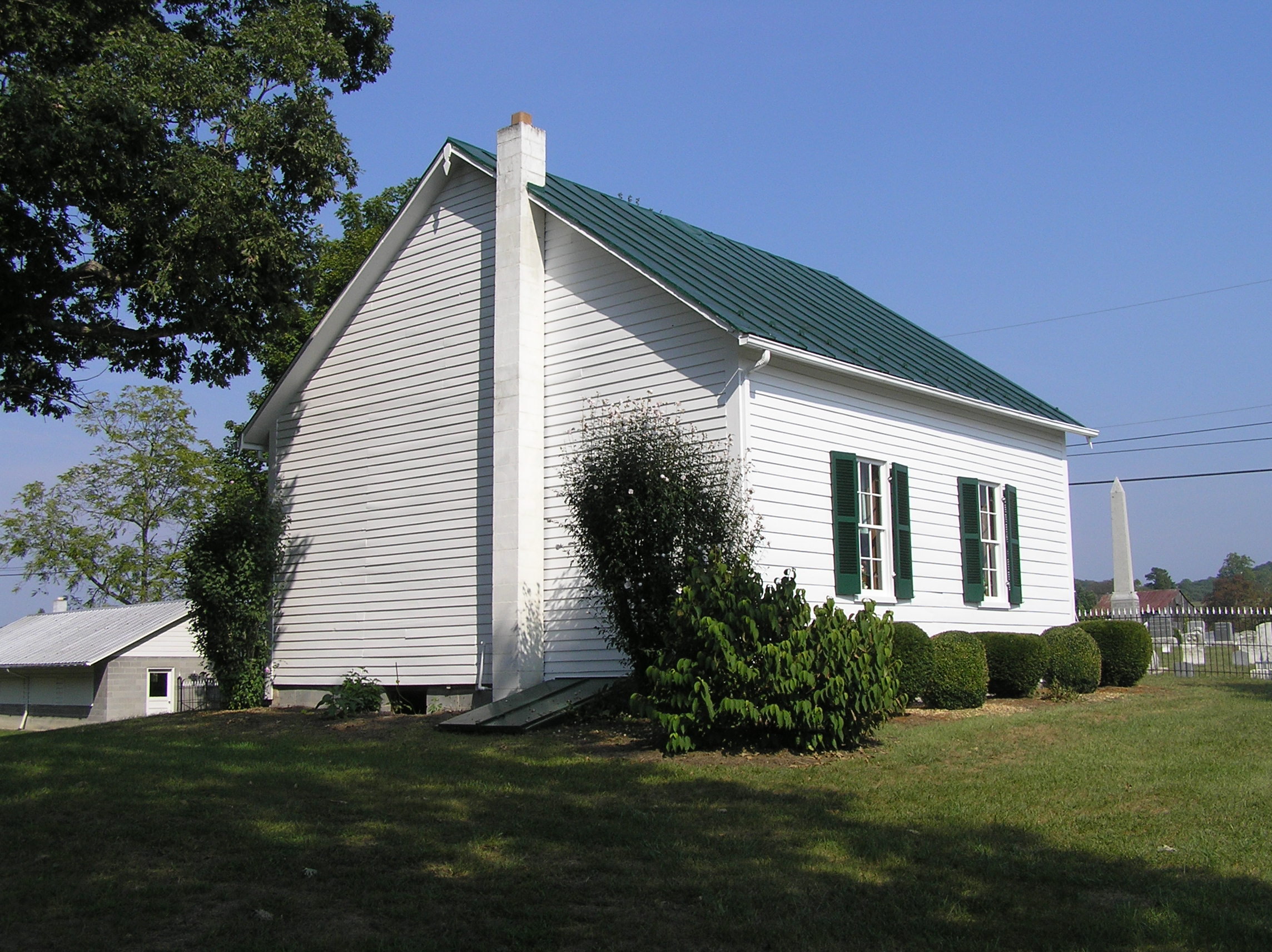
Vista de los lados este y oeste desde el césped del sudoeste.

Los metodistas comenzaron a establecerse en el valle del río Cacapon durante la segunda mitad del siglo XVIII. El ciclista de la Iglesia Metodista Episcopal Francis Asbury viajó a través del área de Capon Bridge en 1781. En 1890, la Iglesia Episcopal Metodista del Sur se estableció en el área bajo el liderazgo de G. O. Homan. Según Maxwell y Swisher, en 1897 el circuito Metodista de Capon Bridge consistía en Capon Bridge, North River Mills, Green Mound, Augusta, Sedan, Park's Hollow, Sandy Ridge y Capon Chapel. A principios del siglo XX, Capon Chapel ya no se usaba comúnmente como lugar de culto bautista. En cambio, se convirtió en una parada permanente a lo largo del circuito Metodista de Capon Bridge, que más tarde llegó a incluir la Iglesia Central en Loom y la Iglesia Bethel en Neals Run. En 1976, el pastor del circuito era Thomas Malcolm.  
Capon Chapel sigue siendo una iglesia metodista, ahora como parte de la Iglesia Metodista Unida. Desde 2015, la congregación de Capon Chapel es la número cinco dentro del circuito. El pastor del circuito metodista de la iglesia es M. Christopher Duckworth, quien ofrece sus servicios todos los domingos.  Un pequeño grupo de fieles mantiene los terrenos históricos de la iglesia y el cementerio.  Desde 2015 Brenda Hiett es la cuidadora de la iglesia. A lo largo de su existencia, Capon Chapel ha sido conocida por varios nombres, incluyendo "Capon Baptist Chapel" y "Capon Chapel Church."

### Preservación

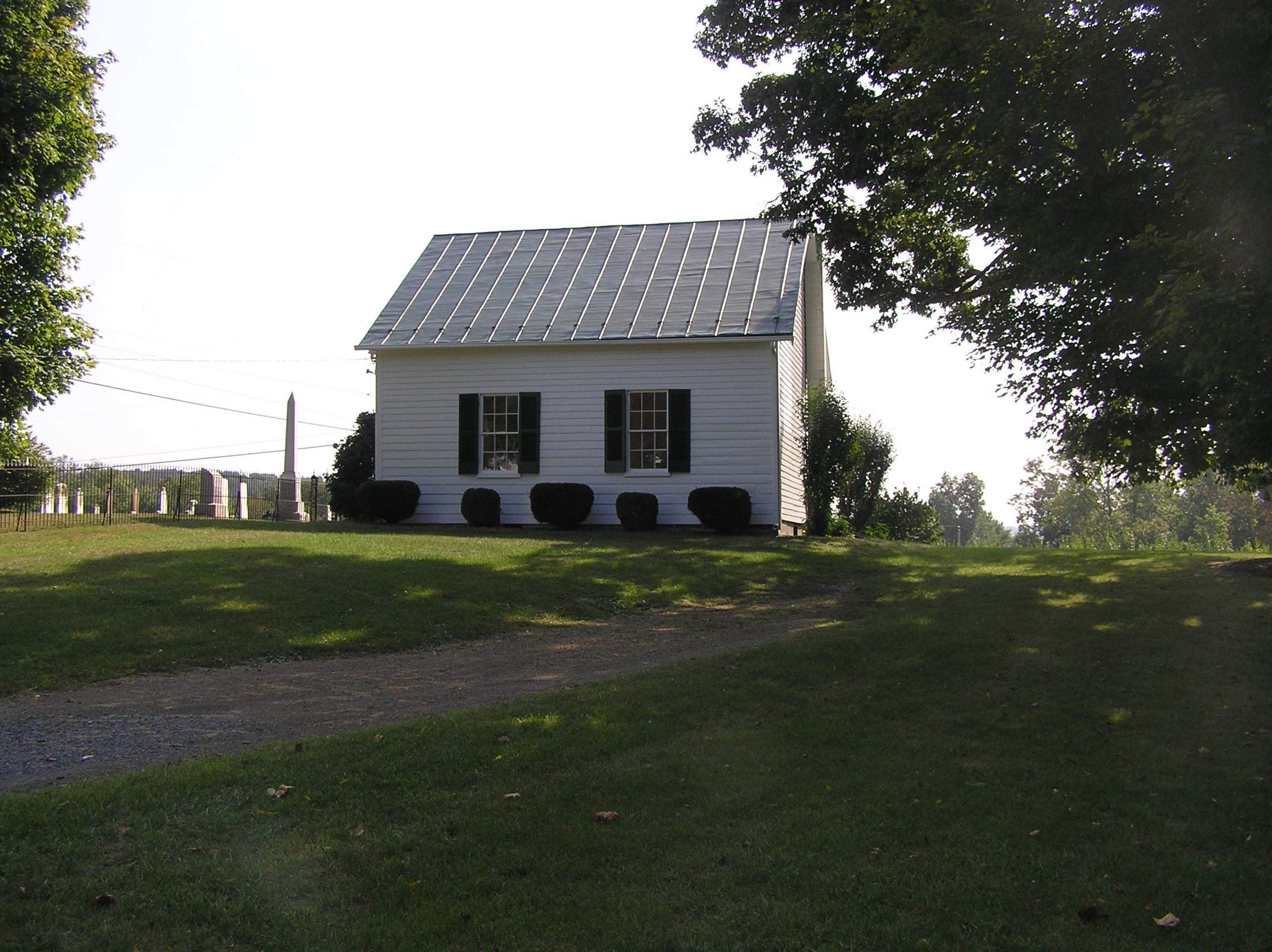
Los lados norte y este vistos desde el camino de grava hacia el noroeste

Según la cuidadora de la iglesia, Brenda Hiett, el techo y el revestimiento de la iglesia fueron instalados alrededor de 1900. También se instaló una cerca de hierro forjado alrededor del cementerio de la iglesia, que fue realizada por Stewart Iron Works en Cincinnati, Ohio. Cuando la iglesia fue electrificada alrededor de 1930 se agregaron conductos eléctricos al interior de la iglesia y se realizaron nuevas actualizaciones eléctricas en 2011.  Los pilares de piedra originales fueron reemplazados por una base de bloques de concreto a principios de la década de 1970 y los anchos pisos de tablones de pino fueron lijados y re-lacados. La valla y la puerta de Stewart Iron Works fueron restauradas por White's Ornamental Ironworks alrededor de 1990.  
En 2008, después de hacer encuestas sobre propiedades históricas en todo el condado, la Comisión de Monumentos Históricos del Condado de Hampshire y la Comisión del Condado de Hampshire se embarcaron en una iniciativa para colocar estructuras y distritos en el Registro Nacional de Lugares Históricos. El condado recibió fondos para las encuestas de la Oficina Estatal de Preservación Histórica de la División de Cultura e Historia de West Virginia.  Capon Chapel fue una de las primeras ocho propiedades históricas consideradas para su colocación en el registro.  Las otras siete propiedades fueron Fort Kuykendall, Hickory Grove, Hook Tavern, North River Mills Historic District, Old Pine Church, Springfield Brick House y Valley View.  Según el oficial de cumplimiento de la Comisión del Condado de Hampshire, Charles Baker, los lugares de culto generalmente no son seleccionados para su inclusión en el registro; sin embargo, la Capon Chapel y la Iglesia Old Pine fueron excepciones, porque ambas "comenzaron como casas de reunión".  Capon Chapel se encuentra entre las primeras iglesias de troncos existentes en el condado de Hampshire, junto con la Iglesia Mount Bethel y la Iglesia Old Pine. Capilla Capón se agregó al Registro Nacional de Lugares Históricos el 12 de diciembre de 2012, en reconocimiento de su representación de la arquitectura religiosa rural de la región de las Tierras Altas de Potomac, y por su servicio como una iglesia rural importante en el condado de Hampshire.

## Arquitectura

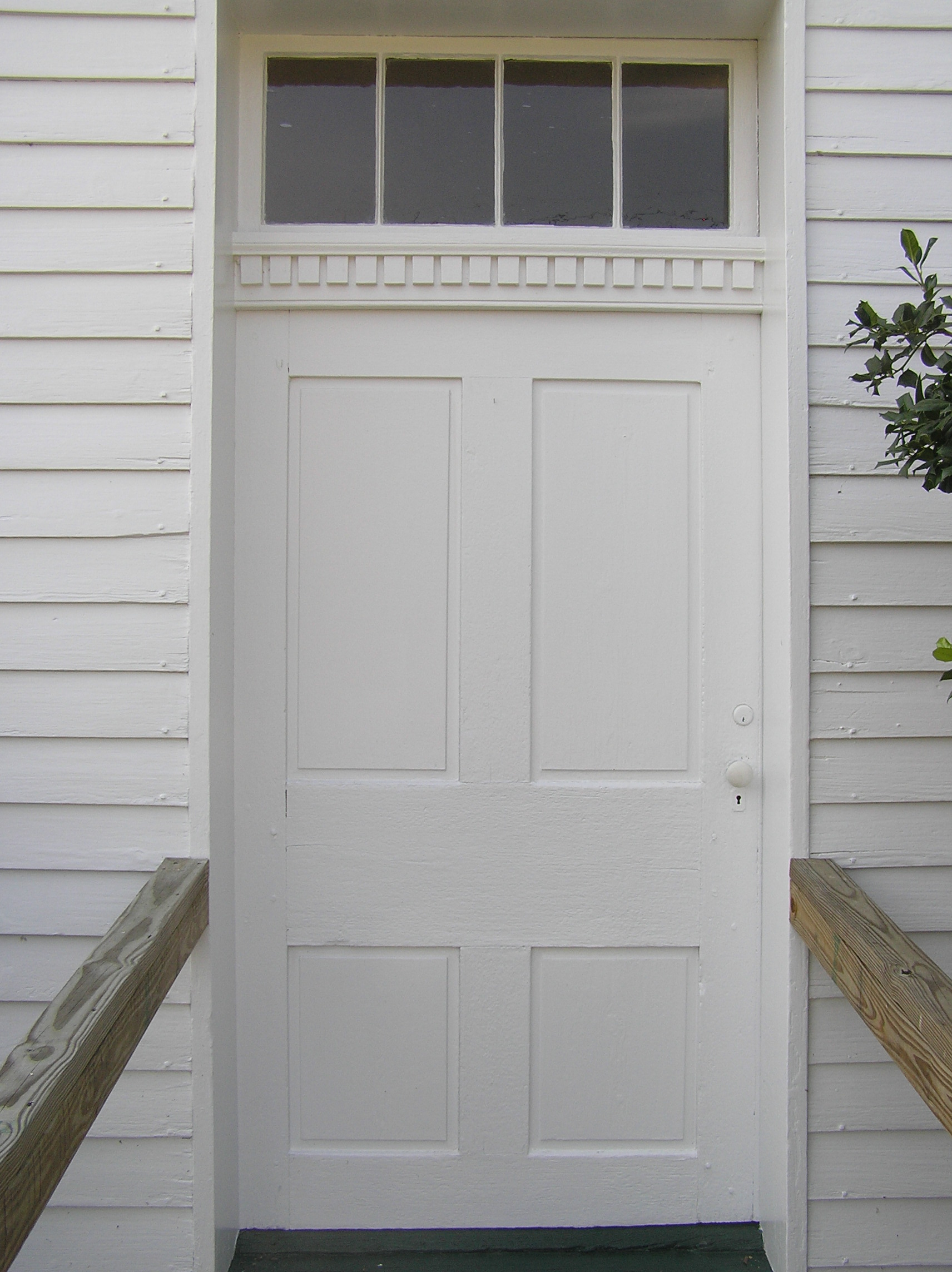
Se entra por una puerta de madera de cuatro paneles, cubiertas con una de cuatro luz travesaño ventana y un moldeo dentil ornamental.

Capon Chapel es un edificio de troncos de frontón rectangular de una sola planta. Esta cubierta con un revestimiento de tablilla de madera pintada de blanco que fue rematado con un techo de metal con costura verde, junto con protectores de nieve de metal.

### Exterior
La fachada principal de la iglesia se encuentra en el lado este, mirando hacia Timber Ridge. Tiene vista de lejos al río Cacapon y la Christian Church Road. En el lado esto tiene una fachada frontal a dos aguas con revestimiento de tablillas pintadas de blanco. La iglesia tiene una sola puerta de entrada, que es una puerta de madera de cuatro paneles de céntrico coronada por molduras de madera dentil. Tiene cuatro ventanas rectangulares. El espejo de popa es la única ventana en el lado este de la iglesia. Las barandas de madera sin pintar están a cada lado de la entrada. El revestimiento de la tablilla en el lado este de la iglesia es horizontal y varía entre 13 y 18 cm de ancho. El alero que sobresale del techo de la iglesia se acentúa con un único colgante de madera en la parte superior del frontón. Hay un vatihorímetro moderno a la derecha de la entrada principal. El muro perimetral del bloque de hormigón sin carga en este lado está oculto por una chapa de piedra.
La elevación oeste está cubierta con tablones pintados de blanco. Su única decoración es una chimenea de bloques de concreto descentrada y un colgante de una sola gota similar al que se encuentra en la parte superior del frontón. La base de bloques de hormigón que cubre todo el perímetro es visible en el lado sur de la iglesia, al igual que las puertas de terraplén de metal que permiten el acceso al sótano.

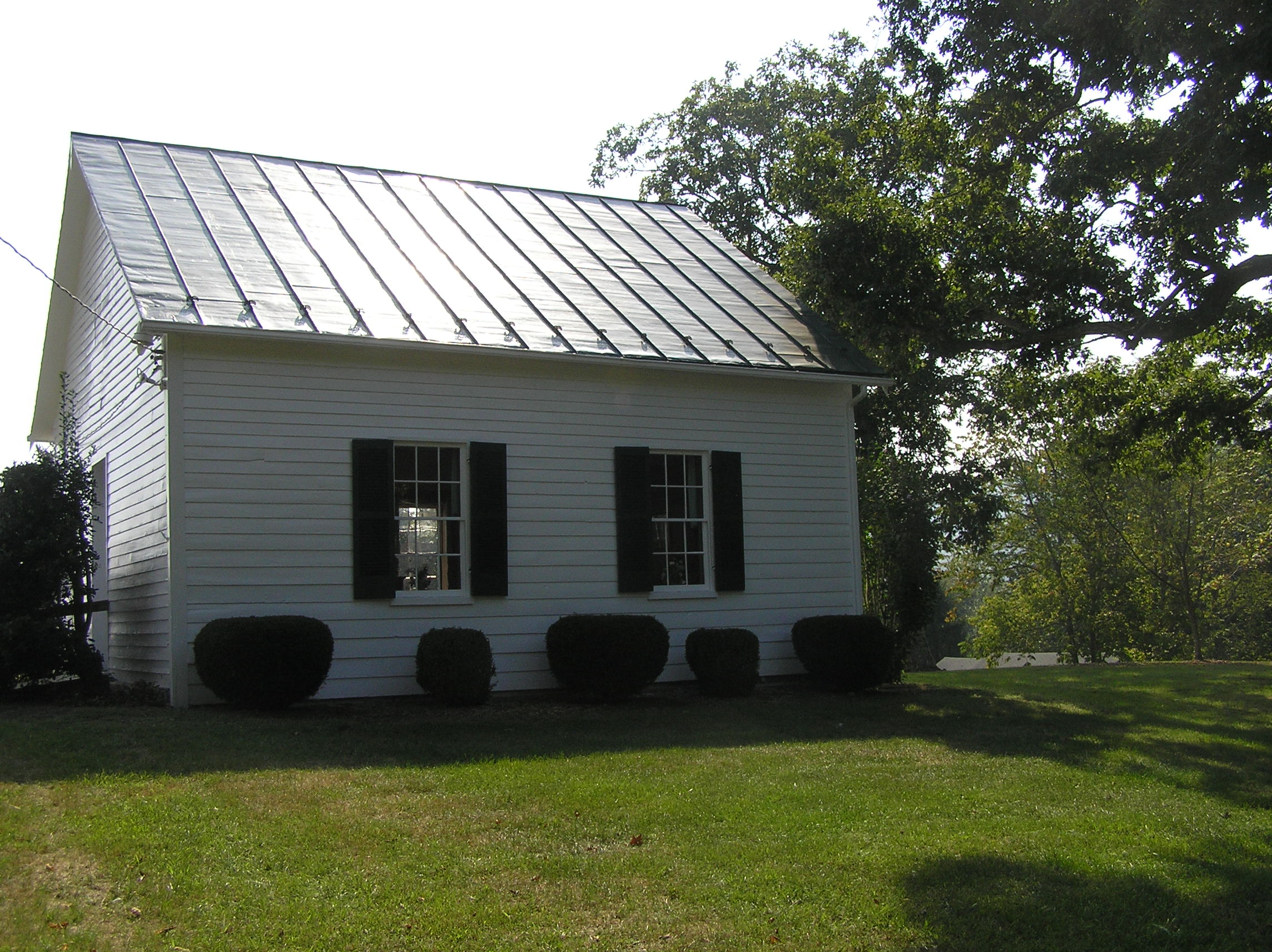
Lado norte visto desde el césped norte

En los lados norte y sur de la iglesia hay dos ventanas de madera de 6x6 colocadas simétricamente, con persianas de madera operables pintadas de verde. Los apartaderos de tablillas varían entre 7.6 y 15.2 cm de ancho. En el lado norte de la iglesia se pueden ver los bloques de concreto que forman la base debajo de los cimientos. En el lado sur de la iglesia, una pequeña franja de alero en el techo confirma la ubicación original de la chimenea.

### Interior
El interior de la iglesia tiene un plano de planta abierto. Los bancos de madera alineados perpendicularmente en los lados norte y sur crean un pasillo central. El altar es un pequeño púlpito de madera, que también sirve de atril. Se accede a este por un pequeño escalón de madera y  está acentuado por una ambientación de madera con molduras decorativas. Cada una de las paredes interiores de la iglesia está cubierta por paneles de madera de pino y papel tapiz y rematada con molduras de madera. Las ventanas de madera y la carcasa de madera de la puerta son acentuadas con molduras de festón. Los bancos de madera son simples. Se les ha añadido cojines para que los asientos sean más cómodos. El techo original está oscurecido por un falso techo, que también oculta los conductos eléctricos para los candelabros de bronce de la iglesia. Antes de la electrificación de la iglesia, esta se iluminaba con linternas de queroseno que permanecen en la iglesia con fines decorativos. El piso de la iglesia mantiene los tablones originales de pino. Bloques de hormigón y piedra cortada bordean el perímetro del edificio para evitar que los animales entren en el espacio de acceso de la iglesia. Dentro del espacio de arrastre, las vigas portadoras de troncos sostienen el edificio, en el que la corteza permanece.

## Cementerio
El cementerio mide menos de un acre y está ubicado al este de la iglesia. Lo rodea una cerca de hierro forjado fabricada por Stewart Iron Works.  En el 2012, el cementerio tenía aproximadamente 270 tumbas. Entre ella, destacan las de John Monroe (1750-1824), miembro de la Cámara de Delegados de Virginia, la de William C. Nixon (1789-1869), miembro de la Cámara de Delegados de Virginia Occidental, la del capitán David Pugh (1806– 1899), las de veteranos de ambos bandos de la Guerra Civil  y las de afroamericanos, tanto libres como esclavizados. Gertrude Ward (1896–1988), historiador local y horticultor, también es enterrado en el cementerio. El capitán David Pugh fue un representante electo del Condado de Hampshire. Votó por separarse de la Unión en 1861.  
Las lápidas más antiguas generalmente están hechas de piedra caliza. Las lápidas colocadas después de 1900, en cambio, están hechas principalmente de granito pulido. La mayoría de las lápidas han resistido bien al paso del tiempo. Las lápidas generalmente tienen forma redondeada o rectangular y se colocan sobre pequeños cimientos de piedra. Las lápidas de líderes locales destacados generalmente tienen un carácter más ornamentado, incluida la del capitán David Pugh, que está enterrado con su familia bajo un gran obelisco que enumera los nombres de sus tres esposas y sus respectivos hijos. La lápida de Nixon esta deteriorando a causa del clima; Está hecha de piedra caliza y contiene la talla de un libro abierto. Luego de la compra de un terreno rectangular alrededor de 1990, el cementerio se expandió en el lado este. Esta sección del cementerio está excluida de los límites históricamente reconocidos de la iglesia, ya que no estuvo asociada con la iglesia durante su período de mayor importancia.
El perímetro del cementerio está bordeado por una cerca de hierro forjado en tres de sus lados, siendo accesible por una puerta de 0,91 m de ancho en su entrada oeste. La cerca de hierro forjado mide 1,2 m de altura, y tiene  postes de valla tubular de aproximadamente 2.5 cm de  diámetro, que están soportados por tres rieles metálicos horizontales.  Los postes de la cerca están coronados con flechas estilizadas pintadas de blanco, con una bola en la punta.  Un escudo con el emblema que dice "The Stewart Iron Works, Cincinnati, Ohio" esta estampado en la puerta de la cerca.  La extensión oriental del cementerio está rodeada por cercas de alambre.